# Euprymna
Euprymna (лат.) — род головоногих моллюсков из семейства сепиолиды (Sepiolidae). Длина мантии 2,4 до 4 см. Обитают в водах Тихого и Индийского океанов на глубине от 0 до 107 м. Они безвредны для человека, виды Euprymna morsei и Euprymna berryi являются объектами промысла.

## Классификация
На февраль 2023 года в род включают 11 видов:
- Euprymna albatrossae Voss, 1962
- Euprymna berryi Sasaki, 1929
- Euprymna brenneri G. Sanchez, Jolly, A. Reid, Sugimoto, Azama, Marlétaz, Simakov & Rokhsar, 2019
- Euprymna hoylei Adam, 1986
- Euprymna hyllebergi Nateewathana, 1997
- Euprymna megaspadicea Kubodera & Okutani, 2002
- Euprymna morsei (Verrill, 1881)
- Euprymna penares (Gray, 1849)
- Euprymna scolopes S. S. Berry, 1913
- Euprymna stenodactyla (R. E. Grant, 1833)
- Euprymna tasmanica (Pfeffer, 1884)